# Sons of Confederate Veterans
Sons of Confederate Veterans (en español: Los Hijos de los Veteranos Confederados) es una organización estadounidense neoconfederada sin ánimo de lucro (OSAL) formada por descendientes varones de soldados confederados que se dedica a la conmemoración de sus antepasados, a la financiación y dedicación de monumentos a ellos y a la promoción de la ideología pseudohistórica de la Causa Perdida de la Confederación y la correspondiente supremacía blanca. El SCV fue fundado el 1 de julio de 1896 en Richmond (Virginia), en el campamento Robert E. Lee, nº 1 de los veteranos confederados. Su sede está situada en la casa Elm Springs, ubicada en Columbia, Tennessee. En las últimas décadas, los gobernadores, los legisladores, los tribunales, las empresas y los activistas antirracistas han puesto un nuevo énfasis en la cada vez más controvertida exhibición pública de los símbolos confederados, especialmente después de los disturbios de Ferguson en 2014, la masacre en la iglesia de Charleston en 2015 y el asesinato de George Floyd en 2020. El SCV ha respondido con su despliegue coordinado de mayores y más prominentes exhibiciones públicas de la bandera de batalla, algunas en contra-protesta directamente desafiante.